# Родькин, Денис Александрович
Дени́с Алекса́ндрович Ро́дькин (род. 3 июля 1990, Москва) — российский артист балета, премьер Большого театра. Лауреат премии президента России (2018).

## Биография
Окончил хореографическое училище при Московском государственном академическом театре танца «Гжель» в 2009 году и был принят в балетную труппу Большого театра в класс Николая Цискаридзе.
В 2013 году окончил балетмейстерско-педагогический факультет Московской государственной академии хореографии.
После ухода Цискаридзе из Большого театра балетмейстером-репетитором Дениса стал Юрий Владимиров. С 2016 года балетмейстером-репетитором Родькина является Александр Ветров.
24 июня 2025 года на Новой сцене Большого театра в рамках антрепризы фонда «Нам нужен Дягилев» состоялась мировая премьера балета «Дягилев», в котором Денис Родькин исполнил заглавную роль, а также выступил художественным руководителем проекта.

## Партии
2010 год
- Голубая птица («Спящая красавица» П. Чайковского, хореография М. Петипа в редакции Ю. Григоровича)
- сверстники и сверстницы Джульетты («Ромео и Джульетта» С. Прокофьева в постановке Ю. Григоровича)
- фламенко («Кармен-сюита» Ж. Бизе — Р. Щедрина в постановке А. Алонсо)
- друзья Колена («Тщетная предосторожность» Л. Герольда, хореография Ф. Аштона)
- партия в балете «Серенада» на музыку П. Чайковского (хореография Дж. Баланчина)
- две пары во II части («Симфония до мажор» на музыку Ж. Бизе, хореография Дж. Баланчина)
- гран па («Раймонда» А. Глазунова, хореография М. Петипа в редакции Ю. Григоровича)
- вальс («Лебединое озеро» П. Чайковского во второй редакции Ю. Григоровича)
- гран па («Баядерка» Л. Минкуса, хореография М. Петипа в редакции Ю. Григоровича)
- слуги бога Нила, два кавалера, Рыбак («Дочь фараона» Ц. Пуни в постановке П. Лакотта по М. Петипа)
- финальный вальс и апофеоз («Щелкунчик» П. Чайковского, хореография Ю. Григоровича)
- партия в «Рубинах» (II части балета «Драгоценности») на музыку И. Стравинского (хореография Дж. Баланчина)

2011 год
- партия в балете «Класс-концерт» на музыку А. Глазунова, А. Лядова, А. Рубинштейна, Д. Шостаковича, хореография А. Мессерера)
- солист («Серенада» на музыку П. Чайковского, хореография Дж. Баланчина)
- Флоран («Эсмеральда» Ц. Пуни, хореография М. Петипа, постановка и новая хореография Ю. Бурлаки, В. Медведева)
- Бернар («Раймонда»)
- Антуан Мистраль («Пламя Парижа» Б. Асафьева в постановке А. Ратманского с использованием хореографии В. Вайнонена)
- Граф Вишенка («Чиполлино» К. Хачатуряна, хореография Г. Майорова)
- партия в балете «Симфония псалмов» на музыку И. Стравинского (хореография И. Килиана)
- пажи свиты феи Сирени, принцы-претенденты на руку Авроры («Спящая красавица»)

2012 год
- Раб («Баядерка» Л. Минкуса, хореография М. Петипа в редакции Ю. Григоровича)
- солист в танце с веерами («Корсар» А. Адана, хореография М. Петипа, постановка и новая хореография А. Ратманского и Ю. Бурлаки)
- Граф Парис («Ромео и Джульетта» С. Прокофьева, хореография Ю. Григоровича)
- сольная партия в «Бриллиантах» (III части балета «Драгоценности») на музыку П. Чайковского (хореография Дж. Баланчина) — участник премьеры в Большом театре
- дуэт («Dream of Dream» на музыку С. Рахманинова в постановке Й. Эло)
- Лорд Вильсон — Таор («Дочь фараона» Ц. Пуни в постановке П. Лакотта по М. Петипа)
- Князь Курбский («Иван Грозный» на музыку С. Прокофьева, хореография Ю. Григоровича)

2013 год
- Спартак («Спартак» А. Хачатуряна, хореография Ю. Григоровича)
- Артынов («Анюта» на музыку В. Гаврилина, хореография В. Васильева)
- Злой гений («Лебединое озеро» П. И. Чайковского, хореография М. Петипа и Л. Иванова в редакции Ю. Н. Григоровича)
- Тореадор («Дон Кихот» Л. Минкуса, хореография М. Петипа, А. Горского в редакции А. Фадеечева)

2014 год
- Принц Зигфрид («Лебединое озеро» П. И. Чайковского, хореография М. Петипа и Л. Иванова в редакции Ю. Н. Григоровича)
- Хосе («Кармен-сюита» Бизе-Щедрина, хореография А. Алонсо)
- Гастон Рье («Дама с камелиями» на музыку Ф. Шопена, хореография Дж. Ноймайера)
- Жан де Бриен («Раймонда» А. Глазунова, хореография М. Петипа в редакции Ю. Григоровича)
- Онегин («Онегин» на музыку П. Чайковского, хореография Дж. Крэнко)
- Ферхад («Легенда о любви» А. Меликова, хореография Ю. Григоровича)
- Щелкунчик-принц («Щелкунчик» П. И. Чайковского, хореография Ю. Н. Григоровича)

2015 год
- Князь Федеричи («Марко Спада» на музыку Д. Ф. Э. Обера, хореография П. Лакотта по Ж. Мазилье)
- Арман Дюваль («Дама с камелиями» на музыку Ф. Шопена, хореография Дж. Ноймайера)
- Граф Альберт («Жизель» А. Адана, хореография Ж. Перро, М. Петипа, Ж. Коралли в редакции Ю. Григоровича)
- Печорин («Герой нашего времени» И. Демуцкого, хореография Юрия Посохова)

2016 год
- Базиль («Дон Кихот» Л. Минкуса, хореография М. Петипа и А. Горского в редакции А. Фадеечева)
- Борис («Золотой век» Д. Шостаковича, хореография Ю. Н. Григоровича)

2017 год
- Дезире («Спящая красавица» П. И. Чайковского, хореография М. Петипа в редакции Ю. Н. Григоровича)

2018 год
- Вронский («Анна Каренина» на музыку П. Чайковского, А. Шнитке, Кэта Стивенса / Юсуфа Ислама, хореография Дж. Ноймайера) — первый исполнитель в Большом театре)

2019
- солист II части («Симфония до мажор» Ж. Бизе, хореография Дж. Баланчина)
- Отец («Парижское веселье» на музыку Ж. Оффенбаха / М. Розенталя, хореография М. Бежара)

2022
- Пётр («Светлый ручей» Д. Шостаковича, хореография А. Ратманского)
- Люсьен д’Эрвильи, Вариация Люсьена Р. Дриго для балета «Ручей» Л. Минкуса — Л. Делиба (Большое классическое па из балета «Пахита» Л. Минкуса, хореография М. Петипа, редакция Ю. Бурлаки)

2023
- Воланд («Мастер и Маргарита» на музыку А. Шнитке и М. Лазара, хореография Э. Клюга)

2024
- Ромео («Ромео и Джульетта», хореография Л. Лавровского, постановка М. Лавровского)

## Личная жизнь
Состоит в отношениях с прима-балериной Большого театра Элеонорой Севенард.

## Награды
- 2014 — приз журнала «Балет» «Душа танца» (в номинации «Восходящая звезда»)
- 2016 — Премия имени Олега Янковского «Творческое открытие» сезона 2015/16
- 2016 — Лучший танцовщик года по версии журнала Danza&Danza
- 2017 — приз «Бенуа танца» (за исполнение партии Солора в балете «Баядерка», редакция Ю. Григоровича, Большой театр)
- 2017 — Премия Президента Российской Федерации для молодых деятелей культуры (за вклад в сохранение, приумножение и популяризацию достижений отечественного хореографического искусства)